# Верди II (Палермо)
Верди II је насеље у Италији у округу Палермо, региону Сицилија.
Према процени из 2011. у насељу је живело 86 становника. Насеље се налази на надморској висини од 751 м.